# Литейная набережная
Лите́йная на́бережная — набережная в городе Сестрорецке Курортного района Санкт-Петербурга. Юридически проходит от улицы Токарева за Игрушечный переулок, фактически — вдоль дома 14а по улице Токарева за Игрушечный переулок.
Название появилось в 1930-х годах. Оно происходит от наименования Литейной улицы (ныне в составе улицы Токарева). Первоначально набережная проходила от улицы Токарева до парка «Дубки». Участок возле парка был упразднен 31 декабря 2008 года.
Нумерации по Литейной набережной нет.